# Danh sách tiểu hành tinh: 26801–26900
| Tên                | Tên đầu tiên | Ngày phát hiện       | Nơi phát hiện           | Người phát hiện                  |
| ------------------ | ------------ | -------------------- | ----------------------- | -------------------------------- |
| 26801 -            | 1981 EC14    | 1 tháng 3 năm 1981   | Siding Spring           | S. J. Bus                        |
| 26802 -            | 1981 EJ24    | 7 tháng 3 năm 1981   | Siding Spring           | S. J. Bus                        |
| 26803 -            | 1981 ES26    | 2 tháng 3 năm 1981   | Siding Spring           | S. J. Bus                        |
| 26804 -            | 1981 EZ29    | 2 tháng 3 năm 1981   | Siding Spring           | S. J. Bus                        |
| 26805 -            | 1981 EZ30    | 2 tháng 3 năm 1981   | Siding Spring           | S. J. Bus                        |
| 26806 -            | 1982 KX1     | 22 tháng 5 năm 1982  | Kiso                    | H. Kosai, K. Hurukawa            |
| 26807 -            | 1982 RK1     | 14 tháng 9 năm 1982  | Kleť                    | A. Mrkos                         |
| 26808 -            | 1982 VB4     | 14 tháng 11 năm 1982 | Kiso                    | H. Kosai, K. Hurukawa            |
| 26809 -            | 1984 QU      | 24 tháng 8 năm 1984  | Harvard Observatory     | Oak Ridge Observatory            |
| 26810              | 1985 CL2     | 14 tháng 2 năm 1985  | La Silla                | H. Debehogne                     |
| 26811 -            | 1985 QP      | 22 tháng 8 năm 1985  | Anderson Mesa           | E. Bowell                        |
| 26812              | 1985 RQ2     | 4 tháng 9 năm 1985   | La Silla                | H. Debehogne                     |
| 26813              | 1985 RN3     | 7 tháng 9 năm 1985   | La Silla                | H. Debehogne                     |
| 26814 -            | 1986 GZ      | 9 tháng 4 năm 1986   | Kitt Peak               | Spacewatch                       |
| 26815              | 1986 QR1     | 27 tháng 8 năm 1986  | La Silla                | H. Debehogne                     |
| 26816 -            | 1986 TS      | 4 tháng 10 năm 1986  | Đài thiên văn Brorfelde | P. Jensen                        |
| 26817 -            | 1987 QB      | 25 tháng 8 năm 1987  | Palomar                 | S. Singer-Brewster               |
| 26818 -            | 1987 QM      | 25 tháng 8 năm 1987  | Palomar                 | S. Singer-Brewster               |
| 26819 -            | 1987 QH7     | 23 tháng 8 năm 1987  | Palomar                 | E. F. Helin                      |
| 26820 -            | 1987 SR9     | 20 tháng 9 năm 1987  | Smolyan                 | E. W. Elst                       |
| 26821 Baehr        | 1988 FM1     | 17 tháng 3 năm 1988  | Tautenburg Observatory  | F. Börngen                       |
| 26822 -            | 1988 RG13    | 14 tháng 9 năm 1988  | Cerro Tololo            | S. J. Bus                        |
| 26823 -            | 1988 SS2     | 16 tháng 9 năm 1988  | Cerro Tololo            | S. J. Bus                        |
| 26824              | 1988 TW1     | 13 tháng 10 năm 1988 | Kushiro                 | S. Ueda, H. Kaneda               |
| 26825 -            | 1989 SB14    | 16 tháng 9 năm 1989  | Calar Alto              | J. M. Baur, K. Birkle            |
| 26826 -            | 1989 TQ7     | 7 tháng 10 năm 1989  | La Silla                | E. W. Elst                       |
| 26827 -            | 1989 UW5     | 30 tháng 10 năm 1989 | Cerro Tololo            | S. J. Bus                        |
| 26828 -            | 1989 WZ1     | 29 tháng 11 năm 1989 | Kitami                  | K. Endate, K. Watanabe           |
| 26829 Sakaihoikuen | 1989 WN2     | 30 tháng 11 năm 1989 | Yatsugatake             | Y. Kushida, M. Inoue             |
| 26830              | 1990 BB      | 17 tháng 1 năm 1990  | Toyota                  | K. Suzuki, T. Urata              |
| 26831              | 1990 OC5     | 27 tháng 7 năm 1990  | Palomar                 | H. E. Holt                       |
| 26832 -            | 1990 QT6     | 20 tháng 8 năm 1990  | La Silla                | E. W. Elst                       |
| 26833              | 1990 RE      | 14 tháng 9 năm 1990  | Palomar                 | H. E. Holt                       |
| 26834              | 1990 RM9     | 14 tháng 9 năm 1990  | Palomar                 | H. E. Holt                       |
| 26835              | 1990 SH13    | 23 tháng 9 năm 1990  | La Silla                | H. Debehogne                     |
| 26836 -            | 1991 PA6     | 6 tháng 8 năm 1991   | La Silla                | E. W. Elst                       |
| 26837 -            | 1991 RF1     | 7 tháng 9 năm 1991   | Geisei                  | T. Seki                          |
| 26838              | 1991 RC9     | 11 tháng 9 năm 1991  | Palomar                 | H. E. Holt                       |
| 26839              | 1991 RC10    | 12 tháng 9 năm 1991  | Palomar                 | H. E. Holt                       |
| 26840 -            | 1991 RP12    | 4 tháng 9 năm 1991   | La Silla                | E. W. Elst                       |
| 26841 -            | 1991 TY1     | 10 tháng 10 năm 1991 | Palomar                 | J. Alu                           |
| 26842 Hefele       | 1991 TK6     | 2 tháng 10 năm 1991  | Tautenburg Observatory  | F. Börngen, L. D. Schmadel       |
| 26843              | 1991 UK1     | 28 tháng 10 năm 1991 | Kushiro                 | S. Ueda, H. Kaneda               |
| 26844 -            | 1991 VA4     | 12 tháng 11 năm 1991 | Kiyosato                | S. Otomo                         |
| 26845 -            | 1992 AG      | 1 tháng 1 năm 1992   | Okutama                 | T. Hioki, S. Hayakawa            |
| 26846 -            | 1992 CG3     | 2 tháng 2 năm 1992   | La Silla                | E. W. Elst                       |
| 26847              | 1992 DG      | 25 tháng 2 năm 1992  | Kushiro                 | S. Ueda, H. Kaneda               |
| 26848 -            | 1992 DB8     | 29 tháng 2 năm 1992  | La Silla                | UESAC                            |
| 26849 -            | 1992 HD4     | 23 tháng 4 năm 1992  | La Silla                | E. W. Elst                       |
| 26850 -            | 1992 JL      | 1 tháng 5 năm 1992   | Palomar                 | K. J. Lawrence, P. Rose          |
| 26851 Sarapul      | 1992 OV5     | 30 tháng 7 năm 1992  | La Silla                | E. W. Elst                       |
| 26852 -            | 1992 UK2     | 19 tháng 10 năm 1992 | Kitami                  | K. Endate, K. Watanabe           |
| 26853              | 1992 UQ2     | 20 tháng 10 năm 1992 | Palomar                 | H. E. Holt                       |
| 26854              | 1992 WB      | 16 tháng 11 năm 1992 | Kushiro                 | S. Ueda, H. Kaneda               |
| 26855 -            | 1992 WN1     | 17 tháng 11 năm 1992 | Kitami                  | K. Endate, K. Watanabe           |
| 26856 -            | 1993 BT14    | 23 tháng 1 năm 1993  | La Silla                | E. W. Elst                       |
| 26857 -            | 1993 DN1     | 19 tháng 2 năm 1993  | Haute Provence          | E. W. Elst                       |
| 26858 Misterrogers | 1993 FR      | 21 tháng 3 năm 1993  | Palomar                 | E. F. Helin                      |
| 26859 -            | 1993 FM8     | 17 tháng 3 năm 1993  | La Silla                | UESAC                            |
| 26860 -            | 1993 FX16    | 19 tháng 3 năm 1993  | La Silla                | UESAC                            |
| 26861 -            | 1993 FO20    | 19 tháng 3 năm 1993  | La Silla                | UESAC                            |
| 26862 -            | 1993 FE22    | 21 tháng 3 năm 1993  | La Silla                | UESAC                            |
| 26863 -            | 1993 FO22    | 21 tháng 3 năm 1993  | La Silla                | UESAC                            |
| 26864 -            | 1993 FT24    | 21 tháng 3 năm 1993  | La Silla                | UESAC                            |
| 26865 -            | 1993 FX29    | 21 tháng 3 năm 1993  | La Silla                | UESAC                            |
| 26866 -            | 1993 FW41    | 19 tháng 3 năm 1993  | La Silla                | UESAC                            |
| 26867              | 1993 GK1     | 12 tháng 4 năm 1993  | La Silla                | H. Debehogne                     |
| 26868 -            | 1993 RS3     | 12 tháng 9 năm 1993  | Palomar                 | PCAS                             |
| 26869 -            | 1993 SR6     | 17 tháng 9 năm 1993  | La Silla                | E. W. Elst                       |
| 26870 -            | 1993 TP28    | 9 tháng 10 năm 1993  | La Silla                | E. W. Elst                       |
| 26871 -            | 1993 TB38    | 9 tháng 10 năm 1993  | La Silla                | E. W. Elst                       |
| 26872              | 1993 YR      | 18 tháng 12 năm 1993 | Nachi-Katsuura          | Y. Shimizu, T. Urata             |
| 26873 -            | 1994 AP7     | 7 tháng 1 năm 1994   | Kitt Peak               | Spacewatch                       |
| 26874 -            | 1994 AN9     | 8 tháng 1 năm 1994   | Kitt Peak               | Spacewatch                       |
| 26875 -            | 1994 AF10    | 8 tháng 1 năm 1994   | Kitt Peak               | Spacewatch                       |
| 26876 -            | 1994 CR14    | 8 tháng 2 năm 1994   | La Silla                | E. W. Elst                       |
| 26877 -            | 1994 ED6     | 9 tháng 3 năm 1994   | Caussols                | E. W. Elst                       |
| 26878 -            | 1994 EY6     | 9 tháng 3 năm 1994   | Caussols                | E. W. Elst                       |
| 26879 Haines       | 1994 NL2     | 9 tháng 7 năm 1994   | Palomar                 | C. S. Shoemaker, E. M. Shoemaker |
| 26880 -            | 1994 PK8     | 10 tháng 8 năm 1994  | La Silla                | E. W. Elst                       |
| 26881 -            | 1994 PF11    | 10 tháng 8 năm 1994  | La Silla                | E. W. Elst                       |
| 26882 -            | 1994 PY21    | 12 tháng 8 năm 1994  | La Silla                | E. W. Elst                       |
| 26883 -            | 1994 PR22    | 12 tháng 8 năm 1994  | La Silla                | E. W. Elst                       |
| 26884 -            | 1994 RX4     | 5 tháng 9 năm 1994   | Kitt Peak               | Spacewatch                       |
| 26885 -            | 1994 RN12    | 3 tháng 9 năm 1994   | Palomar                 | E. F. Helin                      |
| 26886 -            | 1994 TJ2     | 2 tháng 10 năm 1994  | Kitami                  | K. Endate, K. Watanabe           |
| 26887 Tokyogiants  | 1994 TO15    | 14 tháng 10 năm 1994 | Kiso                    | I. Sato, H. Araki                |
| 26888 -            | 1994 XH      | 3 tháng 12 năm 1994  | Oizumi                  | T. Kobayashi                     |
| 26889 -            | 1995 BM1     | 23 tháng 1 năm 1995  | Oizumi                  | T. Kobayashi                     |
| 26890              | 1995 BC4     | 27 tháng 1 năm 1995  | Nachi-Katsuura          | Y. Shimizu, T. Urata             |
| 26891 Johnbutler   | 1995 CC2     | 7 tháng 2 năm 1995   | Siding Spring           | D. J. Asher                      |
| 26892 -            | 1995 FZ3     | 23 tháng 3 năm 1995  | Kitt Peak               | Spacewatch                       |
| 26893 -            | 1995 FH15    | 27 tháng 3 năm 1995  | Kitt Peak               | Spacewatch                       |
| 26894 -            | 1995 KN1     | 29 tháng 5 năm 1995  | Stroncone               | A. Vagnozzi                      |
| 26895 -            | 1995 MC      | 23 tháng 6 năm 1995  | Siding Spring           | G. J. Garradd                    |
| 26896 Josefhudec   | 1995 OY      | 29 tháng 7 năm 1995  | Ondřejov                | P. Pravec                        |
| 26897 -            | 1995 PJ      | 5 tháng 8 năm 1995   | Ondřejov                | L. Šarounová                     |
| 26898 -            | 1995 SK51    | 16 tháng 9 năm 1995  | Kitt Peak               | Spacewatch                       |
| 26899 -            | 1995 UQ3     | 20 tháng 10 năm 1995 | Oizumi                  | T. Kobayashi                     |
| 26900 -            | 1995 WU5     | 23 tháng 11 năm 1995 | Farra d'Isonzo          | Farra d'Isonzo                   |